# Brod Moravice
Brod Moravice (italienska: Moravizza) är en kommun och ort i Kroatien. Kommunen ligger nära den kroatisk-slovenska gränsen i regionen Gorski kotar i Primorje-Gorski kotars län. Den har 865 invånare (2011) varav 358 bor i tätorten.

## Demografi
Till staden räknas följande 38 samhällen. Siffrorna på antalet invånare är från folkräkningen 2011:
| Samhälle            | Antal invånare |
| ------------------- | -------------- |
| Brod Moravice       | 358            |
| Colnari             | 2              |
| Čučak               | 10             |
| Delači              | 16             |
| Doluš               | 2              |
| Donja Dobra         | 212            |
| Donja Lamana Draga  | 2              |
| Donji Šajn          | 0              |
| Donji Šehovac       | 1              |
| Goliki              | 0              |
| Gornja Lamana Draga | 0              |
| Gornji Kuti         | 42             |
| Gornji Šajn         | 11             |
| Gornji Šehovac      | 0              |
| Goršeti             | 2              |
| Kavrani             | 0              |
| Klepeće Selo        | 4              |
| Kocijani            | 10             |
| Lokvica             | 37             |
| Maklen              | 2              |
| Male Drage          | 3              |
| Moravička Sela      | 51             |
| Naglići             | 0              |
| Nove Hiže           | 0              |
| Novi Lazi           | 8              |
| Pauci               | 0              |
| Planica             | 1              |
| Podgorani           | 1              |
| Podstene            | 21             |
| Razdrto             | 2              |
| Smišljak            | 0              |
| Stari Lazi          | 29             |
| Šepci Podstenski    | 2              |
| Šimatovo            | 3              |
| Velike Drage        | 28             |
| Zahrt               | 5              |
| Zavrh               | 0              |
| Završje             | 0              |

## Historia
Orten har genom historien haft olika namn, däribland Moravice, Gornje Moravice, Turanj och Brodske Moravice. Den omnämns för första gången 1260 i ett dokument utfärdat av den kroatisk-ungerska kungen Béla IV. Osmanernas framfart i området under 1400-1500-talet leder till att en del av lokalbefolkningen tar sin tillflykt till Krain. Sedan osmanerna trängts tillbaka låter de kroatiska adelsätterna Zrinski och Frankopan återbefolka området och orten.

### Fotnoter
1. 1 2  ”Census of Population, Households and Dwellings 2011, First Results by Settlements” (på engelska och kroatiska) ( PDF). Kroatiska statistiska centralbyrån. Arkiverad från originalet den 19 augusti 2014. https://web.archive.org/web/20140819030849/http://www.dzs.hr/Hrv_Eng/publication/2011/SI-1441.pdf. Läst 30 oktober 2013.
2. ↑  Brodmoravice.hr Arkiverad 1 november 2013 hämtat från the Wayback Machine. – Kommunens officiella webbplats (kroatiska)